# Chiropodomys major
Chiropodomys major — вид деревних гризунів родини Muridae. Він є ендеміком Борнео, де він відомий лише з Сабаху та Сараваку (Малайзія), хоча, ймовірно, також зустрічається на Калімантані. Це деревний вид, зразки були зібрані в низинних вічнозелених і гірських лісових формаціях і прилеглих прибережних районах. Є припущення, що вид є кочовим.

## Морфологічні особливості
Це великі представники роду з довжиною голови-тулуба від 94 до 114 мм, довжиною хвоста від 109 до 144 мм і вагою від 32 до 43 г. Довжина задніх лап становить від 21 до 28 мм, а довжина вух — від 13 до 27 мм. Голова характеризується великими очима, світло-сірими або білими щоками, вухами з легким покривом волосся та тонкими вібрисами. Китиця хвоста добре розвинена. Сіро-буре хутро на верхній стороні може мати червонуваті відтінки. Сірий колір переважає на боках, а нижня сторона зазвичай кремова або біла і рідко світло-коричнева. Кордон між темними і світлими ділянками чіткий.

## Спосіб життя
Це нічна тварина, яка переважно лазить по деревах. Вдень тварини використовують як схованки дупла дерев і ями в землі між корінням. Їжа складається з різних частин рослин. Незалежно від статі, домашні території перетинаються.